# Virgílio Maurício
Virgílio Maurício da Rocha (Lagoa da Canoa, 4 aprile 1892 – Belo Horizonte, 13 dicembre 1937) è stato un pittore, scrittore, critico d'arte e giornalista brasiliano.

## Biografia
Virgílio Maurício da Rocha nacque a Lagoa da Canoa il 4 aprile del 1892. Suo padre, il colonnello Antônio Maurício da Rocha, era un commerciante che vendeva zucchero e cereali, mentre sua madre si chiamava Maria José de Melo Rocha. Dopo essere stato uno studente di medicina, Virgílio Maurício iniziò la carriera artistica sotto la guida di Rosalvo Ribeiro, un pittore alagoano rinomato, formatosi a Parigi. Le sue prime opere vennero esposte il 15 maggio del 1910 a una mostra dedicata agli allievi di Ribeiro, mentre presentò ventuno opere in occasione di un'altra mostra che si svolse nel 1912, al Salone nobile del Teatro da Paz di Belém.

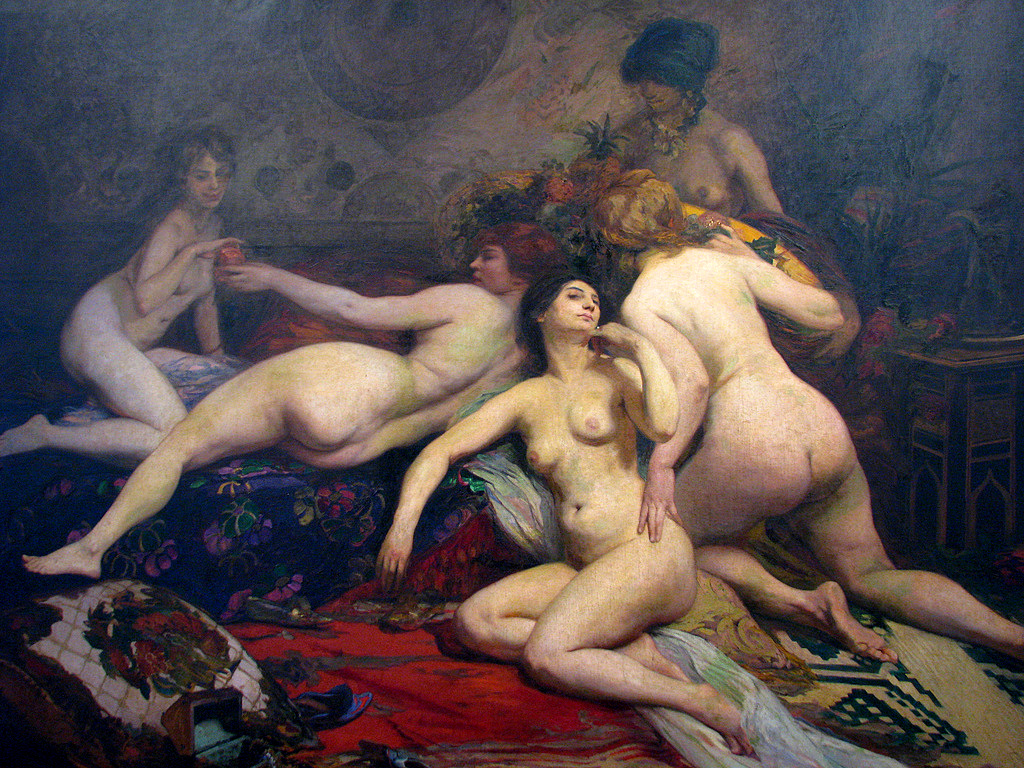
L'heure du Gouter (1914)

Nella capitale francese, Maurício entrò in contatto con le grandi figure dell'Accademia, frequentando diversi studi. In Francia creò delle opere che gli diedero una grande visibilità, facendogli ricevere delle critiche positive da parte della stampa e degli elogi sinceri dei pittori che all'epoca dominavano la scena artistica di Parigi. Nel 1914, completò L'heure du Gouter ("L'ora della merenda"), esposta al Salone di Parigi e oggi conservata alla pinacoteca dello stato di San Paolo. Dipinse anche un'Orientale, Après le reve ("Dopo il sogno"), Après le bal ("Dopo il ballo") e una Cabeça de Velho ("Testa di vecchio"), per citare le opere principali e più note, che spesso si focalizzano sui soggetti femminili.
Una volta tornato in Brasile, Virgílio risiedette a Recife, Rio de Janeiro, San Paolo e, infine, Belo Horizonte. Visse a Belo Horizonte fino alla morte con suo fratello, il matematico alagoano Miguel Mauricio da Rocha. Egli fondò e sostenne la rivista O Mensário de Arte a San Paolo. Come critico, le sue opere principali sono Algumas Figuras e Outras Figuras. Nel 1926 si laureò in medicina, dopo aver interrotto gli studi nel 1912. Nel 1937, anno della sua morte, organizzò e partecipò alla mostra Grupo Almeida Júnior, al Palácio das Arcadas, a San Paolo.